# Instituto Max Planck de Neurobiología
El Instituto Max Planck de Neurobiología ( en alemán: Max-Planck-Institut für Neurobiologie, abreviado MPIN ) fue un instituto de investigación de la Sociedad Max Planck ubicado en Martinsried, un suburbio de Múnich en Alemania. Existió entre 1984 y 2022 y se fusionó con el Instituto Max Planck de Ornitología para formar el nuevo Instituto Max Planck de Inteligencia Biológica en 2023.
La investigación en el antiguo MPI de Neurobiología se centraba en los mecanismos y funciones básicos del sistema nervioso en desarrollo y adulto. Entre sus principales áreas de interés se encuentran los mecanismos de procesamiento y almacenamiento de la información. Es uno de los más de 80 institutos de la Sociedad Max Planck.

## Historia y evolución actual
Se creó como «Deutsche Forschungsanstalt für Psychiatrie» (DFA) en 1917 y se incorporó a la Sociedad Kaiser Wilhelm en 1925 como Instituto Kaiser Wilhelm de Psiquiatría. En 1954, el instituto se afilió a la Sociedad Max Planck y se convirtió en el Instituto Max Planck de Psiquiatría. Unos años más tarde, el instituto se dividió en un Instituto Clínico y un Instituto Teórico. En 1984, el Instituto Teórico se trasladó a Martinsried (Planegg), al suroeste de Múnich. En 1998, las partes Teórica y Clínica de este instituto se segregaron y el Instituto Max Planck de Neurobiología se convirtió en un instituto independiente.En enero de 2023, el Instituto Max Planck de Neurobiología y el Instituto Max Planck de Ornitología se fusionaron para formar el nuevo Instituto Max Planck de Inteligencia Biológica (MPI-BI). 

## Enfoque científico
La investigación científica en el Instituto Max Planck de Neurobiología se agrupa en cinco departamentos y varios grupos de investigación independientes. Las numerosas conexiones temáticas entre los grupos dan lugar a multitud de interacciones y proyectos conjuntos. Alrededor de un tercio de los aproximadamente 300 miembros del instituto proceden del extranjero.

### Departamentos
- Para que el cerebro pueda reconocer la información sensorial como tal y procesarla en consecuencia, sus células nerviosas deben estar conectadas de una manera específica. El departamento Genes - Circuitos - Comportamiento, dirigido por el profesor Herwig Baier, investiga cómo el flujo de información en esos circuitos neuronales dirige el comportamiento del organismo. La investigación se centra en los fundamentos genéticos, moleculares y celulares del comportamiento animal. [3]
- El departamento Sinapsis - Circuitos - Plasticidad, dirigido por el profesor Tobias Bonhoeffer, persigue la pregunta «¿qué ocurre, cuando el cerebro aprende?». A diferencia de un objeto estático, la estructura del cerebro cambia constantemente según las necesidades del momento. Por ejemplo, para aprender algo es necesario reforzar el contacto entre células nerviosas individuales. Esto se consigue en parte mediante la creación de nuevos puntos de contacto y sus lugares de transmisión de información, las sinapsis. En este departamento se estudian los principios y mecanismos básicos de esta plasticidad.[4]
- En el departamento Circuitos - Computación - Modelos del profesor Alexander Borst se investiga cómo se procesa la entrada óptica en el cerebro de una mosca. La «cabina» de una mosca es asombrosa: Durante su veloz vuelo, analiza y procesa la información óptica e induce maniobras de aversión en fracciones de segundo, y todo ello con un cerebro que cabe fácilmente en la cabeza de un alfiler. Los científicos investigan cómo estas células llevan a cabo sus complejas tareas mediante una combinación de mediciones fisiológicas, las últimas técnicas en microscopía y simulaciones por ordenador. Los circuitos observados resultan interesantes también para aplicaciones en robótica. [5]
- Por lo general, la comprensión real de los procesos biológicos sólo es posible cuando estos procesos se estudian en el lugar donde se producen: en el tejido vivo. La microscopía óptica permite la visualización de alta resolución de tales procesos a nivel celular y molecular. El departamento Electrones - Fotones - Neuronas, dirigido por el profesor Winfried Denk, trabaja en la mejora de los microscopios existentes y en el desarrollo de nuevos métodos microscópicos. [6]
- El departamento Moléculas - Señalización - Desarrollo, dirigido por el profesor Rüdiger Klein, investiga los mecanismos moleculares de la comunicación celular en el sistema nervioso. El desarrollo de algo tan complejo como el sistema nervioso sólo es posible con una comunicación celular altamente funcional. Del mismo modo, una comunicación eficaz entre células vecinas, así como entre células más distantes, es esencial para la supervivencia cotidiana. Parte de las investigaciones para desentrañar estas funciones incluye el papel de los receptores tirosina quinasa en el crecimiento y la función de las células nerviosas. [7]

### Miembros eméritos y científicos externos
La reputación científica del instituto también se basa en seis profesores de renombre, que trabajan de forma regular o permanente en el instituto. La página web del instituto ofrece más información sobre los miembros científicos eméritos (Prof. Bert Sakmann y Prof. Hartmut Wekerle) y los miembros científicos externos (Prof. Yves-Alain Barde, Prof. Reinhard Hohlfeld y Prof. Edvard Moser).

## Cooperación
Además de la múltiple cooperación interna, el Instituto Max Planck de Neurobiología está vinculado a través de numerosos proyectos a sus institutos vecinos. El Instituto Max Planck de Bioquímica está situado justo al lado, en el campus de Martinsried. Otros institutos como el Hospital Universitario Großhadern, los Gene- und Biological-Centers de la Universidad Ludwig Maximilian de Munich y el Centro de Innovación y Startup de Biotecnología (IZB) se encuentran a pocos minutos a pie.
También existe una estrecha colaboración entre el instituto y el Centro Interdisciplinario de Computación Neural (ICNC) de la Universidad Hebrea de Jerusalén (Israel), la Universidad de California en San Diego (EE. UU.) y el Centro Bernstein de Neurociencia Computacional (Múnich, Alemania). Junto con la Universidad Hebrea de Jerusalén, en 2013 se fundó el Centro Max Planck – Universidad Hebrea “Procesamiento sensorial del cerebro en acción”.
El intercambio internacional se realiza, entre otros, a través de varios programas de intercambio de estudiantes con institutos colaboradores. La participación en programas de postgrado y en la Escuela Internacional de Investigación Max Planck (IMPRS) garantiza una formación eficaz y completa de los estudiantes de doctorado.

## Relaciones públicas
El Instituto Max Planck de Neurobiología intenta que su investigación sea lo más transparente posible para el público. La página web del instituto informa en breves textos de noticias sobre los trabajos y eventos en curso. Una vez cada dos años, el instituto abre sus puertas al público en general en una jornada de puertas abiertas.
Los grupos de visitantes, las clases de los colegios y los alumnos individuales pueden conocer de cerca el trabajo del instituto y ver cómo es ser un científico en el laboratorio práctico MaxLab. 